# Elaeocarpus ampliflorus
Elaeocarpus ampliflorus är en tvåhjärtbladig växtart som beskrevs av Albert Charles Smith. Elaeocarpus ampliflorus ingår i släktet Elaeocarpus och familjen Elaeocarpaceae. Inga underarter finns listade i Catalogue of Life.